# Jahan Malik
Jahan Malik (m. en 1408) fou un amir al servei de Xah Rukh. Pertanyia al clan kutxin (kujin) i era fill de l'amir Melket Kutxin.
Quan es va revoltar Sulayman Xah, Xah Rukh va enviar a Jahan Malik a parlamentar amb el general, però no hi va haver acord i a la tornada de Jahan Malik, el sobirà de Khurasan va enviar contra Kalat a l'amir Midrab Bahadur. L'emir turcman dels sanjaris, Kerkes, fill de Tuman Kerkes, va informar que els kara tàtars, establerts per Tamerlà a Transoxiana, havien fugit i havien arribat a la regió de Makhan. Xah Rukh va enviar allí als amirs Said Khoja, Xah Malik i Jahan Malik. Després de la revolta de Said Khoja i la victòria a Mazanderan sobre Pirak Pasha, aliat dels rebels (1406) tots els càrrecs de Said Khoja foren conferits a Jahan Malik.
El 1407 fou enviat a Ghur. Ell i un altre amir van netejar la zona de gent dispersa de Ghuri i van retornar poc després. L'amir Jahan Malik fou enviat al front d'un contingent a Balkh per assegurar el poder de Qaydu ibn Pir Muhammad (1407). Va retornar a Herat on també va anar Jahan Malik una vegada consolidat el poder de Qaydu a Balkh.
El sahib diwan (cap administratiu) Khoja Ghiyath al-Din havia estat falsificant els ingressos al tresor. Amb la complicitat o no del cap administratiu i financer Jahan Malik, aquest es va veure en la necessitat de revoltar-se amb suport de Hasan Jandar (que era parent seu) i el fill Yusuf Khalil, Saadet ibn Timurtaix i un germà; Bahlul ibn Baba Timur, Sultan Baiazet ibn Othman i l'amir Nemek també hi participaven; el 6 de maig de 1408 tots ells es van juramentar. La revolta es va anticipar perquè la conspiració va transcendir. L'amir Midrab Bahadur havia arribat del Sistan i un exèrcit havia de marxar a la zona i els conjurats es van unir a aquest exèrcit. Midrab Bahadur va empaitar als rebels que s'hi van enfrontar i el van ferir a la cara havent de ser portat a Herat i els rebels van travessar el riu Karubar. Xah Rukh els va seguir i va acampar a la vora d'aquest riu; les tropes que havien d'anar al Sistan no van tardar a passar al seu costat i els rebels, privats de suport militar, es van desbandar cadascun per un costat: Saadet, el seu germà i Ahmad Ak Bugha foren apressats a Badghis i enviats a Xah Rukh (Saadet fou executat però els altres dos van quedar lliures); Jahan Malik i Nemdek foren apressats a Makhan per l'emir Kerkes, enviats a Herat i foren executats; Hasan Jandar i Yusuf Khalil van poder arribar a Esfahan pel desert de Tabas i foren acollits per Rustem al seu ilak o campament d'estiu a Kendeman (a la pròpia Esfahan hi havia una epidèmia de pesta). Sultan Baiazet fou capturat prop de Jam però va salvar la vida per la intercessió de Ibrahim Sultan, el fill de Xah Rukh.